# Placemat

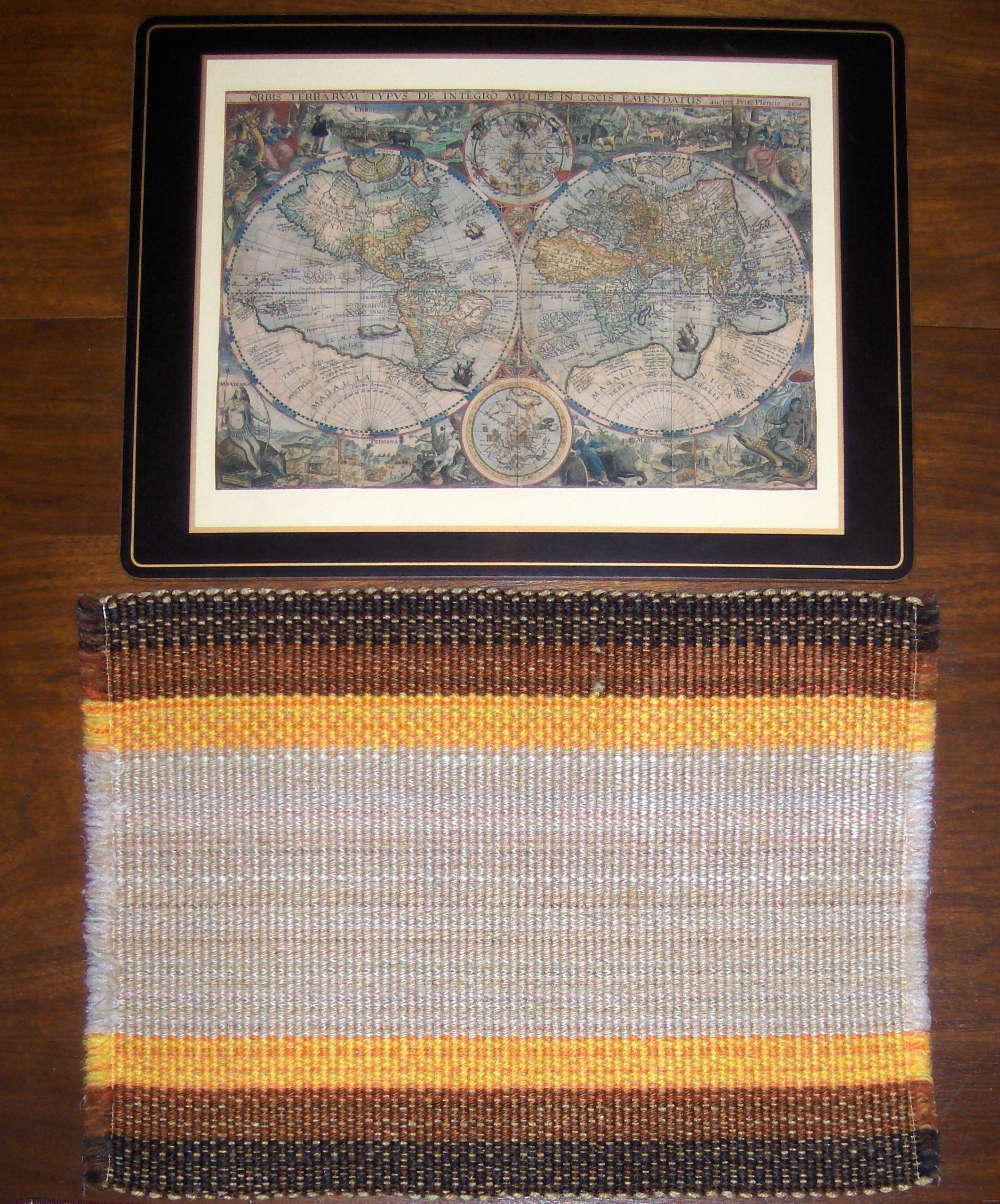
Placemats, gemaakt van kurk en wol

Een onderlegger of placemat is een (oprolbaar) matje dat op een tafel wordt gelegd onder het bord en bestek.  Veelal is de placemat gemaakt van vochtbestendig papier of kunststof, opdat het gemakkelijk kan worden gereinigd. Soms zijn placemats ook van katoen of riet.
Placemats worden gebruikt om het tafelblad niet te verontreinigen of te beschadigen. Moderne placemats zijn vaak decoratief vormgegeven, sommige met een opdruk van een populaire afbeelding. In enkele restaurants fungeren placemats tevens als menukaart.